# Stony Brook (New York)
Stony Brook er et såkaldt folketællingsudpeget sted i kommunen Brookhaven i Suffolk County på Long Island i New York. I 2010 havde Stony Brook et indbyggertal på 13.740. Byen er hjemsted for Stony Brook University. Stony Brook er en af Long Islands største turistbyer.